# Stazione di Jerez de la Frontera
La stazione di Jerez de la Frontera (in spagnolo Estación de Jerez de la Frontera) è la principale stazione ferroviaria di Jerez de la Frontera, Spagna.